# Nestor de Hollanda Cavalcanti
Nestor de Hollanda Cavalcanti (Rio de Janeiro, 26 de Novembro de 1949) é um compositor, arranjador e diretor musical do Brasil, filho do escritor e jornalista Nestor de Holanda. Sua obra abrange um grande número de peças que vão desde a orquestra até instrumentos solistas, passando pela música de câmara, música coral e música vocal.

## Início da formação musical
Nestor começou a estudar música em 1962 com aulas de trompete (embora desejasse estudar saxofone) com José Miranda Pinto, conhecido como "Coruja", saxofonista. Seu instrumento, no entanto, seria o violão, que começou a estudar em 1965, com a professora Yvone Rebello, passando, no mesmo ano, para o professor Elpídio Pereira de Faria e depois, os professores João Pereira Filho e Jodacil Damaceno.
Teve um breve contato com o piano com a professora Wilma Graça, mas, incentivado por Elpídio Pereira de Faria, logo se inclinou para a composição, recebendo as primeiras orientações com os compositores Baptista Siqueira, José Siqueira, Alceo Bocchino, e, finalmente, César Guerra-Peixe, com quem estudou entre 1968 e 1973, nos Seminários de Música Pro-Arte, na Fundação Museu da Imagem e do Som e no Centro de Estudos Musicais. Este último criado e dirigido por Guerra-Peixe. Ainda na Pro-Arte, recebeu também aulas de análise musical com a professora Esther Scliar.
Nestor considera Elpídio Pereira de Faria, que lhe mostrou o que estudar - os caminhos que deveria percorrer, e Guerra-Peixe, que o orientou de maneira prática, exigindo dedicação integral ao estudo das diversas matérias da composição musical, levando, com isso, a compor, os professores mais importantes da sua formação.
Ambos lhe ensinaram a estudar; a buscar o que estudar e como estudar.

## Carreira
Durante vários anos, trabalhou como professor de violão, dando aulas particulares e, a partir de 1975, no Conservatório Brasileiro de Música- Filial Tijuca e na Escola de Música Villa-Lobos.
Obteve grande divulgação em 1975, quando obteve, com sua peça Widersprüche (Contradições), para septeto, o segundo lugar no 1º Concurso Latino-Americano de Composição promovido e julgado pelo Instituto Goethe de Munique. A obra foi apresentada em tournê pelo conjunto alemão Consortium Classicum.

Sua estréia, no entanto, ocorrera em início de 1969, com a apresentação em shows "multi-mídia" misturando música, poesia e teatro, juntamente com Hamilton Vaz Pereira, Sergio Fonta e outros, que ocorreram em vários locais da zona sul carioca, inclusive no Teatro Senac, em Copacabana.
Sua peça Suíte Quadrada, para violão solo, ganhou o 2º lugar no Concurso Nacional de Composição promovido pela Editora Vitale e INM/Funarte em 1978, tendo sido gravada por Sérgio Assad e por Roland Dyens.
Entre os anos de 1977 e 1993, trabalhou na Funarte, como Coordenador do ProMemus; na Biblioteca Nacional como Chefe da Divisão de Música e Arquivo Sonoro e na Rioarte como Diretor da Divisão de Música.
Foi diretor musical dos Grupos Cobra Coral (Coral da Cultura Inglesa) e da Orquestra de Vozes A Garganta Profunda, que depois passou a chamar-se Garganta Profunda (grupo).
Atuou como produtor de discos, em várias instituições, com uma grande relação de LPs e CDs.

### Corais
Embora já houvesse composto algumas peças para coro, sua ligação com os corais começou a se fortalecer em 1978 quando, sob encomenda de Marlos Nobre, então diretor do Instituto Nacional de Música da Funarte, compôs O Morcego, sobre texto de Augusto dos Anjos, que já foi executada por muitos corais por todo o Brasil, entre eles, o excelente CantoLivre sob a regência de Thelma Chan.
Logo após, em 1980 foi convidado pelo compositor Ronaldo Miranda para compor a peça de confronto para a categoria juvenil do Concurso de Corais a ser realizado na Sala Cecília Meireles.
Sabendo que a faixa etária dos cantores era limitada a 18 anos, resgatou uma canção sua, composta sobre letra de Hamilton Vaz Pereira, quando ambos tinham cerca de 18 anos e, sobre ela, compôs Peça de Confronto para Coro Misto Juvenil.
Durante o evento, encontrou outro amigo, Marcos Leite, que, na ocasião, regia o Coral da Cultura Inglesa que participava em outra categoria e, em seguida, compôs, para este coro Cobras e Lagartos, apresentada no Panorama da Escola de Música da UFRJ, na Bienal Brasileira de Música e no ,MPB Shell de 1981, recebendo o prêmio de Melhor Trabalho Criativo, cuja gravação está disponível no YouTube.
O sucesso foi tanto que o próprio coral, ao se desligar da Cultura Inglesa, se auto nomeou "Cobra Coral". O vínculo estava formado e Nestor passou a atuar como Diretor Musical do grupo, até 1983, quando este se desfez.

## Obras
Orquestra sinfônica
- Ária (para Sonia) (1984)
- A Fênix (1984)
- Sinfonias:
  - n.º 1 - Questão de Ordem (2001)
  - n.º 2  - Data Venia...(...Sebastian e ...Ludwig) (2001)
- Rio de Janeiro - A Sagração do Verão (2006)

Orquestra de câmara
- Concerto Simples, para violão (1973)
- Microconcerto nº 1, para flauta (1979)
- Divertimento... mesmo! (1982)
- As Ruas da Cidade – Sinfonietta (2001)

Orquestra de cordas
- Os Cabocolinhos (1978)
- Suíte de "Cobras e Lagartos" (1991)
- 3 Ais (soprano e cordas) (1994)
- Louvor – Suíte (1998)
- Um Gringo no Brasil – Suíte (clarinete ou sax soprano e cordas) (2001)
- Suíte Aberta em Forma de Coisas (2003-2008)
- Violão, por quem choras? – Suíte (2006)
- 3 Canções Populares (2 violões e cordas) (2009)
- Guarda do Farol – Sonata (gaita e cordas) (2017-2021)
- 3 Pequenos Cânticos de Louvor (2021)

Banda
Banda Marcial
- Sargento Iolando – dobrado, para banda militar (1999)

Big Band
- Epitáfio, para banda de jazz [4sax 3tpt 2tbn tb bateria] (1984)
- Nestor de Holanda, pai e filho, suíte em 7 partes para banda de jazz [5sax 4tpt 4tbn piano gt bx bat] (2001)
  - 1. Um Gringo no Samba (Nestor de Hollanda Cavalcanti)
  - 2. Canção do Oswaldinho - marcha (Nestor de Holanda e Braga Filho) arranjo original de Pixinguinha (1946)
  - 3. Meu Desejo - samba-canção (Nestor de Holanda e Jorge Tavares) arranjo original do Maestro Cipó (1954)
  - 4. Do Cavalo do Bandido - samba (Nestor de Hollanda Cavalcanti e Hamilton Vaz Pereira, letra)
  - 5. Quem Foi? - samba-canção (Nestor de Holanda e Jorge Tavares) arranjo original de Lauro Maia Teles (1947)
  - 6. Irmão do Samba - maracatu (Nestor de Holanda e Jorge Tavares) arranjo original de Severino Araújo (1949)
  - 7. Tota no Frevo - frevo (Nestor de Hollanda Cavalcanti)
- Suíte Aberta em Forma de Coisas, para banda de jazz [5 sax 4 tpt in C 4 tbn piano guit baixo bateria] (2005-2009)

Música de câmara – Septeto
- Widersprüche (Contradições) (clarinete, trompa, fagote, violino, viola, violoncelo e contrabaixo) (1975)

Música de câmara – Sexteto
- Sexteto Inebriado. "Quatro Peças em Êxtase!..." (2 vlns 2 vlas, 2 vlcs) (2024).
  - I – Míriam
  - II – Modinha pra Ela
  - III – Toada pra Ela
  - IV – Cântico de Amo

Música de câmara – Quinteto
- Quinteto Urbano, para metais (1988)
- Suíte quase clássica, para quinteto de sopros (2010)

 ; Música de câmara – Quartetos de cordas
- Trilogia
  - n.º 1 - Louvor (1996-2024)
  - n.º 2  - Honra (2002-2024)
  - n.º 3  - Glória (2002-2024)

 ; Música de câmara – Outros quartetos
- Praise, para flauta, violino, viola e violoncelo (1997)
- Cerco da Paz - Suíte em 11 partes, para soprano, violino, violoncelo e piano. Textos da Bíblia (2000)
- Plenos Pulmões, para quarteto de clarinetas (2002)

 ; Música de câmara – Trios
- O Sábio em Sol (trio de 4), para clarineta, viola e piano - e narrador (não obrigatório). Texto de Luiz Guilherme de Beaurepaire (2002)
- O Encontro – Suíte para flauta, clarineta e violão (2024)

 ; Música de câmara – Duos
- Canções Populares, quase eruditas, para fagote e violão (1992-1999)
- Louvores "Brazileiros" - Suíte para violino e piano (1996-2009)
- Conversa Mole, para contrabaixo e piano (1983)
- Suíte Aberta em Forma de Coisas, para flauta e piano (1997)
- 3 Canções Populares, quase eruditas, para clarineta e violão (1997)
- Suíte Quadrada, para 2 clarinetas e fagote (1997)
- 4 Peças avulsas, para trompete e piano (1997-1999):
- Banco de Praça (suíte), para trompa e piano (1999)
- 3 Canções populares, para sax barítono e piano (1999-2008)
- 2 Peças, para bandolim e violão (2000)
- Mais 2 Peças, para bandolim e violão (2008)
- Obras em Casa, para oboé e piano (2009)
- Duo simples... mas não tanto, para viola e violoncelo (1976-2015)
- Guarda do Farol – Sonata para gaita e violão (2017)

Violão
- Prelúdios miniatura (1972)
- 23 Estudos Inegavelmente Cromáticos (1976-1978)
- Suíte Quadrada (1978)
- Violão, por quem choras? – Suíte (2006)

Piano
- 4 Prelúdios Miniatura (1972)
- Os Cabocolinhos (1978)
- Lar doce lar (Divertimento urbano), para piano a quatro mãos (1995-2005)
- O Som Pitoresco do Humaitá - Lembranças dos passeios nos fins de tarde (2019)
- Suíte Aberta em Forma de Coisas (1997-2025)

Outros instrumentos solo
- 3 Estudos, para flauta solo (1976-78)
- Estudos simplórios e decepcionantes e coda, para clarineta (1977)
- 2 Estudos, para trompa solo (1977)
- Um Gringo no Choro, para bandolim solo (2002)
- Toccata in Solfa, para cravo (ou piano) (2015)

Música vocal
- 3 Canções Sérias, para canto e piano. Textos de Hamilton Vaz Pereira, Bertolt Brecht (nº 3) e do compositor (1980-2008):
  - 1. Arrelias, baby
  - 2. Do cavalo do bandido
  - 3. Cobras e lagartos
- 16 Canções de(o) amor. Versos de Gildes Bezerra (1981-2008)
- 4 Canções da revolução. Para canto e violão. Versos de  Bertolt Brecht (1988)
- 2 Rocks de Ferreira Gullar, para canto e 2 violões (1995)
  - Cantada (melodia composta com Marcos Leite)
  - Madrugada
- 3 Ais, para voz aguda e piano. Textos da Bíblia (1988-2002):
  - 1. Aos donos do poder
  - 2. Aos gananciosos
  - 3. Aos legisladores
- 3 Canções com Luiz Guilherme de Beaurepaire, para canto e piano (1988-2008)
  - 1. Águas de um chafariz
  - 2. Lar, doce lar
  - 3. O Sábio ou Quem sabe, sabe
- Confissão. Versos de Manuel Bandeira (1992)
- 3 Canções, para canto e piano. Versos de Oswald de Andrade (2005)
  - Noturno
  - Relógio
  - Epitáfio
- Um Gringo no Samba, para canto e piano. Versos de Celso Branco (2006)
- Homenagens. Versos de Sérgio Fonta (2007)

Música Coral
- Brincadêra dum Matroá. Textos populares (1974)
- Cantos de Trabalho (arranjo sobre cânticos populares (1975)
- O Morcego. Versos de Augusto dos Anjos (1978)
- Peça de confronto para coro misto juvenil (descontraído!). Textos do compositor e Hamilton Vaz Pereira (1980)
- Cobras e Lagartos. Versos de Hamilton Vaz Pereira (1981)
- Agências de (um) emprego. Textos do compositor e recortes de jornais (1981)
- Natal (1983 - 1ª versão / 1993 - 2ª versão)
- Um carneirinho branco. Textos de Maurício Lissovsky e Hamilton Vaz Pereira (1985)
- A Palavra da Fé. Texto da Bíblia (1988)
- O Nome do Senhor. Texto da Bíblia (1988)
- O Sermão do Monte. I - As bem-aventuranças, para Coro (SATB), flauta, órgão (ou teclado), violão amplificado (ou guitarra), baixo elétrico e percussão. Texto da Bíblia (1990)
- Desafio entre Cego Aderaldo e Zé Pretinho, para 2 coros infantis. Texto de Cego Aderaldo (Aderaldo Ferreira de Araújo) (1996)

Teatro musical
- Cobras e Lagartos - Ópera-monólogo de câmara em seis atos, cinco entreatos, prólogo e epílogo. Libretto do compositor sobre diversos textos (Hamilton Vaz Pereira, Bertolt Brecht e outros...), para barítono, clarineta, violão e piano (1980-1989)

## Prêmios
- Prêmio no 1º Concurso Latino-Americano de Composição, 1975 (2º lugar). Munique, Alemanha. Obra: "Widersprüche (Contradições), para septeto".
- Prêmio no Concurso Nacional de Composição para violão, promovido pela Editora Vitale e INM/Funarte em 1978 (2º lugar), Rio de Janeiro. Brasil. Obra: "Suíte Quadrada"[10]
- Menção honrosa no Prêmio Esso de Prêmio ESSO de Música Erudita, Brasil, 1979. Obra: Microconcerto nº 1, para flauta e orquestra de câmara.

## Discografia

### LP e CD
- Suíte Quadrada – Sérgio Assad, violão. Álbum “Música Nova do Brasil”. Produção: INM/FUNARTE. LP MMB 81.022 (1981) / FUNARTE-Instituto Cultural Itaú. CD ATR 32011 (2000)
- Suíte Quadrada – Roland Dyens, violão. Álbum Festival Villa-Lobos. Produção; Museu Villa-Lobos. LP 026 (1981)
- Cobras e Lagartos (coro, conjunto e orquestra) (Hamilton Vaz Pereira, texto) – Coral da Cultura Inglesa; Marcos Leite, regente. Álbum MPB-Shell 81 – vol. 2. Produção: SomLivre/Ariola LP 403.6238-A (1981)
- Cobras e Lagartos (coro a cappella).– Cobra Coral; Marcos Leite, regente. Álbum Cobra Coral “Aos vivos”. Produção: L&H LP 001 (1981)
- Do Cavalo do Bandido (Hamilton Vaz Pereira, texto) – Clara Sandroni e conjunto. Álbum “Clara Sandroni – Bem Baixinho”. Produção Independente. LPCS 001 (1984)
- Natal (coro a cappella) / Um Carneirinho Branco (Maurício Lissovsky e Hamilton Vaz Pereira, textos) (coro, 2 narradores e conjunto). Álbum Orquestra de Vozes – A Garganta Profunda. Produção Arco e Flecha. LP.001 (1986)
- Lar doce lar – Hospício (Luiz Guilherme Beaurepaire, texto)  – Inimigos do Rei; Álbum “Os Amantes da Rainha”.Produção: CBS (Sony) 231.257 (1990)
- Louvor “in Fox” – Milewski Swing Quartet (Jerzy Milewski, violino; Aleida Schweitzer, piano; Aldo de Carvalho, baixo elétrico e Mamão, bateria). Álbum “Saudades do Alabama”. Produção independente. CD 199.000.916 (1996)
- Corpos Presentes (Gildes Bezerra, versos) – Ruth Staerke, soprano; Laís Figueiró, piano. Álbum “Música brasileira para canto e piano”. Produção: Rioarte Digital RD CD.008 (1996)
- Suíte aberta em forma de coisas – Pauxy Nunes, flauta; André Carrara, piano. Álbum “Notas brasileiras”. Produção: Tons e Sons UFRJ TS9808 (1998)
- Noite Ocidental (Luiz Guilherme Beaurepaire, texto) Álbum Garganta Profunda; Produção Independente (1998)
- Suíte Quadrada – Trio Botelho-Freitas-Fagerlande. Álbum “Instrumental brasileiro inédito 1”. Produção: Rádio MEC (SOARMEC) IBI 001 (1998)
- Cerco da Paz - 3 Ais e 7 Cidades; Canção da Paz – Juliana Franco, soprano & Trio Aquarius. Álbum “Peace to The City / A Song for Peace”. Produção: Conselho Mundial de Igrejas, Suíça (2000)
- Um Gringo no Frevo / Cissiparidade, para trompete e piano – Luis Claudio Engelke, trompete; Rúbia Santos, piano. Álbum “A Brazilian Collection”. Produção; Tijuca Music (USA). DCD 201 (2001)
- Confissão (Manuel Bandeira, versos) – Lenine Santos, tenor; Achille Picchi, piano; Álbum “CANÇÃO”. Produção: ALGOL editora; São Paulo. CD 700.000.014 (2009)
- Concerto Simples – Álbum Duo Reis Barbeitas (Carla Reis, piano e Flavio Barbeitas, violão. Participação de Fernando Rocha, percussão). Produção: Minas de Som/UFMG. CD RB01CDDRB (2012)
- Estudos Simplórios e Decepcionantes e Coda (clarinete solo). Álbum “José Botelho e amigos”. Produção: Centelha Produções Criativas. CD s/nº (2015)
- O Sábio em Sol (Luiz Guilherme Beaurepaire, texto) – T’Rio (Cristiano Alves, clarineta, Fernando Thebaldi, viola e Yuka Shimizu, piano. Participação de Eládio Pérez-González, narração). Produção: A Casa SM Estúdio Ltda. ACD-CLA-032 (2018)

### DVD
- 3 Canções populares, quase eruditas/Coisas da Vida (choro) – Wilfried Berk, clarineta; Daniel Wolff, violão; Gaudêncio Thiago de Mello, percussão; Álbum “Coisas da Vida”. Produção: Karmim Promoções, Belo Horizonte. KPCD050/2006 (2006)